# Greetland
Greetland är en ort i distriktet Calderdale, i grevskapet West Yorkshire, i England. Greetland var en civil parish från 1894 till 1937 då den blev en del av Elland. Denna civil parish hade 4 299 invånare år 1931. Greetland var ett distrikt från 1894 till 1937 då den blev en del av Elland. Byn nämndes i Domedagsboken (Domesday Book) år 1086, och kallades då Greland.